# Marysin (gmina Ruda-Huta)

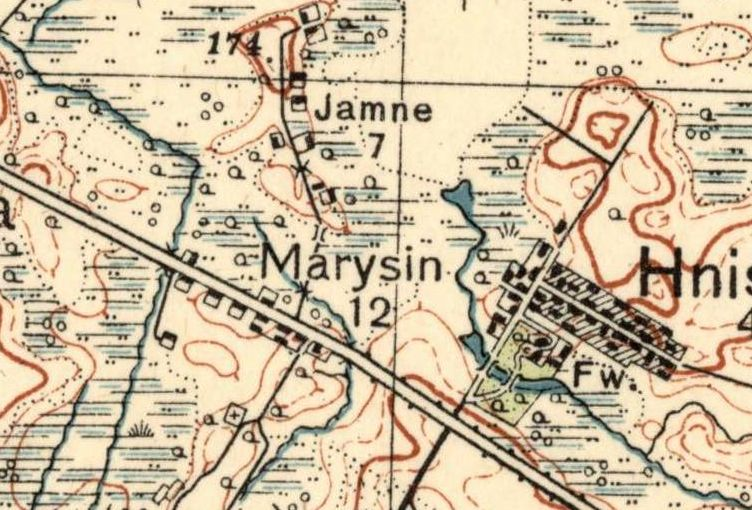
Marysin na mapie Wojskowego Instytutu Geograficznego z 1933 r.

Marysin – wieś w Polsce położona w województwie lubelskim, w powiecie chełmskim, w gminie Ruda-Huta (do 1954 r. w gminie Świerże).
| SIMC    | Nazwa | Rodzaj    |
| ------- | ----- | --------- |
| 0106313 | Jamne | część wsi |

W latach 1975–1998 miejscowość należała administracyjnie do województwa chełmskiego. W skład miejscowości wchodzi przysiółek Jamne. 
Według Narodowego Spisu Powszechnego (III 2011 r.) liczyła 24 mieszkańców i była 22. co do wielkości miejscowością gminy Ruda-Huta.

## Historia
Po raz pierwszy nazwa wsi pojawia się w dokumentach w 1839 r.. Kolonia niemiecka została założona w 1865 r. na terenach wydzielonych z majątku Hniszów należącego do dóbr Świerże i przyjęła nazwę Marysin. Koloniści niemieccy zbudowali niewielką świątynię, kantorat (szkołę) i założyli cmentarz, którego szczątki pozostały do chwili obecnej. Według spisu powszechnego z 30 września 1921 r. Marysin zamieszkiwało 78 osób, w tym deklarujących narodowość polską 13, rusińską (ukraińską) 4, niemiecką 41, żydowską 5, inną 15, wyznanie rzym.-kat. 13, prawosławne 4, ewangelickie 56, mojżeszowe 5.
Po wybuchu drugiej wojny światowej potomkowie kolonistów niemieckich na polecenie władz okupacyjnych opuścili wieś. Ich miejsce zajęli Polacy wysiedleni z Poznańskiego, którzy po wojnie powrócili w rodzinne strony. Ich miejsce zajęli repatrianci z terenów zajętych przez ZSRR. W 2000 r. miejscowość liczyła 33 mieszkańców.